# Авъл Курций Криспин
Авъл Курций Криспин Арунциан (на латински: Aulus Curtius Crispinus Arruntianus) e политик и сенатор на Римската империя през 2 век.
Произлиза от патрицианската фамилия Курции, клон Криспин. През 159 г. той е суфектконсул.